# Felipe (Fußballspieler, 1977)
Felipe, mit vollem Namen Felipe Jorge Loureiro (* 2. September 1977 in Rio de Janeiro), ist ein ehemaliger brasilianischer Fußballspieler und heutiger -trainer.

## Sportliche Karriere

### Verein
Felipe spielte von 1990 bis 1997 in der Jugendmannschaft von CR Vasco da Gama. Ab 1997 gehörte der Mittelfeldspieler zur ersten Mannschaft. Im gleichen Jahr wurde Felipe Jorge Loureiro das erste Mal mit Vasco da Gama brasilianischer Meister. Eine Saison später folgte der Gewinn des Copa Libertadores. 2001 wurde Felipe für ein halbes Jahr an Palmeiras São Paulo ausgeliehen und den Rest des Jahres folgte eine weitere Ausleihe zu Atlético Mineiro.
Felipe spielte für Vasco da Gama 268 Ligaspiele und machte 22 Tore. Im Sommer 2002 wechselte er zum amtierenden türkischen Meister Galatasaray Istanbul. Im Januar 2003 bat Felipe um die Auflösung seines Vertrags. Galatasaray kam diesen Wunsch entgegen und der Brasilianer verließ die Türkei. Sein neuer Verein wurde Flamengo Rio de Janeiro. Mit Flamengo gewann Felipe die Stadtmeisterschaft von Rio de Janeiro. 2005 wechselte zu Fluminense Rio de Janeiro. Dort blieb er bis zum Sommer 2005 und wechselte für eine Ablösesumme in Höhe von 2,5 Millionen Euro zu al-Sadd Sports Club.
In Katar verbrachte Felipe fünf Jahre seiner Karriere, dort wurde er zweimal katarischer Meister und gewann einmal den katarischen Pokal. Im Sommer 2010 kehrte er in seine Heimat zurück und spielte erneut für Vasco da Gama. Seine Karriere beendete er 2013 bei Fluminense.

### Nationalmannschaft
Sein Debüt für die brasilianische Nationalmannschaft gab Felipe am 23. September 1998 gegen Jugoslawien. 2004 gehörte der Mittelfeldspieler zum Kader für die Copa América. Im Wettbewerb kam er zweimal zum Einsatz. Im Finale gegen Argentinien wurde er in der 63. Spielminute für Alex eingewechselt. Die Seleção gewann im Elfmeterschießen mit 4:2 und wurde Gewinner des Wettbewerbs.

## Trainerkarriere
Felipe war 2017 Cheftrainer von EC Tigres do Brasil.

## Erfolge
Nationalmannschaft
- Copa América: 2004

 Vasco da Gama
- Copa Libertadores: 1998
- Meister von Brasilien: 1997, 2000 1
- Torneio Rio-São Paulo: 1999
- Copa Mercosur: 2000
- Copa do Brasil: 2011

Flamengo Rio de Janeiro
- Staatsmeisterschaft von Rio de Janeiro: 2004

Fluminense Rio de Janeiro
- Staatsmeisterschaft von Rio de Janeiro: 2005

al-Sadd Sport Club
- Qatar Stars League: 2006, 2007
- Emir of Qatar Cup: 2007
- Qatar Cup: 2006, 2007, 2008
- Sheikh Jassem Cup: 2007

## Auszeichnungen
- Spieler des Jahres Copa do Brasil: 2004, 2011
- Spieler des Jahres Staatsmeisterschaft von Rio de Janeiro: 2004
- Mittelfeldspieler des Jahres Staatsmeisterschaft von Rio de Janeiro: 2004, 2011, 2012
- Team des Jahres Südamerika: 1998